# Zbigniew Markiewicz
Zbigniew Markiewicz (ur. 13 stycznia 1937 w Chełmie, zm. 14 maja 2005 tamże) – artysta grafik, twórca ekslibrisów, polityk Stronnictwa Demokratycznego i działacz patriotyczny.

## Życiorys
Urodził się w Chełmie jako syn Wiktora i Michaliny z d. Potasz, którzy przyjechali do Chełma z Wileńszczyzny.
Uczęszczał do Liceum Handlowego w Chełmie. W 1977 roku ukończył studia z zakresu administracji na Uniwersytecie Marii Curie-Skłodowskiej w Lublinie.
W latach 1980–1989 był przewodniczącym Stronnictwa Demokratycznego w Chełmie. Był inicjatorem powstania pomnika Władysława Sikorskiego w roku 1982, a także Pomnika Niepodległości na Placu Łuczkowskiego (w roku 1988) – brał udział w pracach komitetu odbudowy pomnika. Dzięki jego staraniom na Cmentarzu Komunalnym w Chełmie umieszczono obelisk upamiętniający zmarłych za Ojczyznę.
Zmarł w 2005 roku. Został pochowany na Cmentarzu Komunalnym w Chełmie.

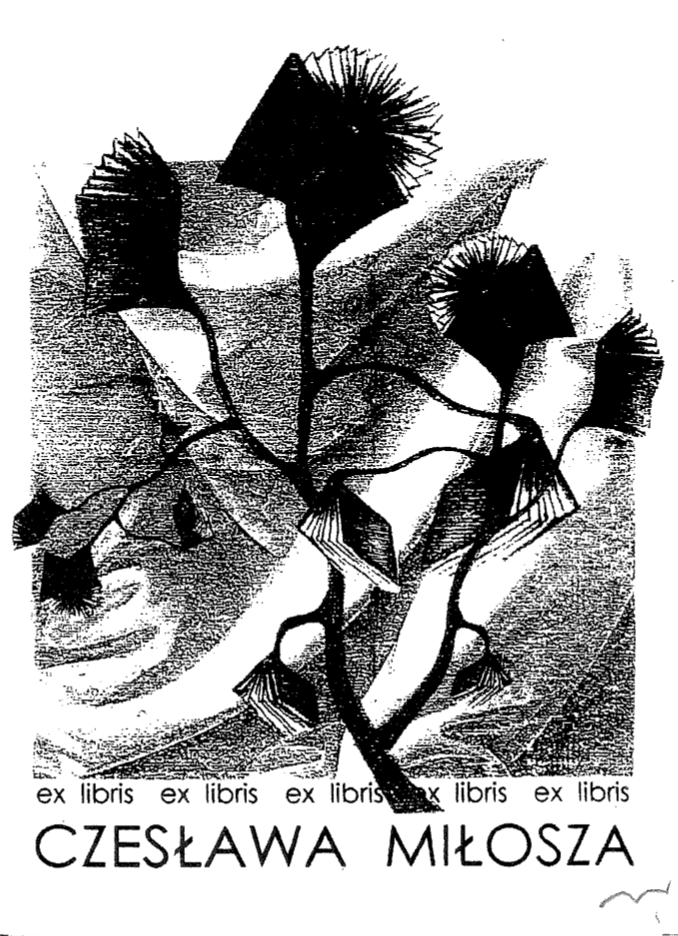
Ekslibris wykonany przez Zbigniewa Markiewicza dla Czesława Miłosza. Zaakceptowany przez Noblistę w 2004 roku

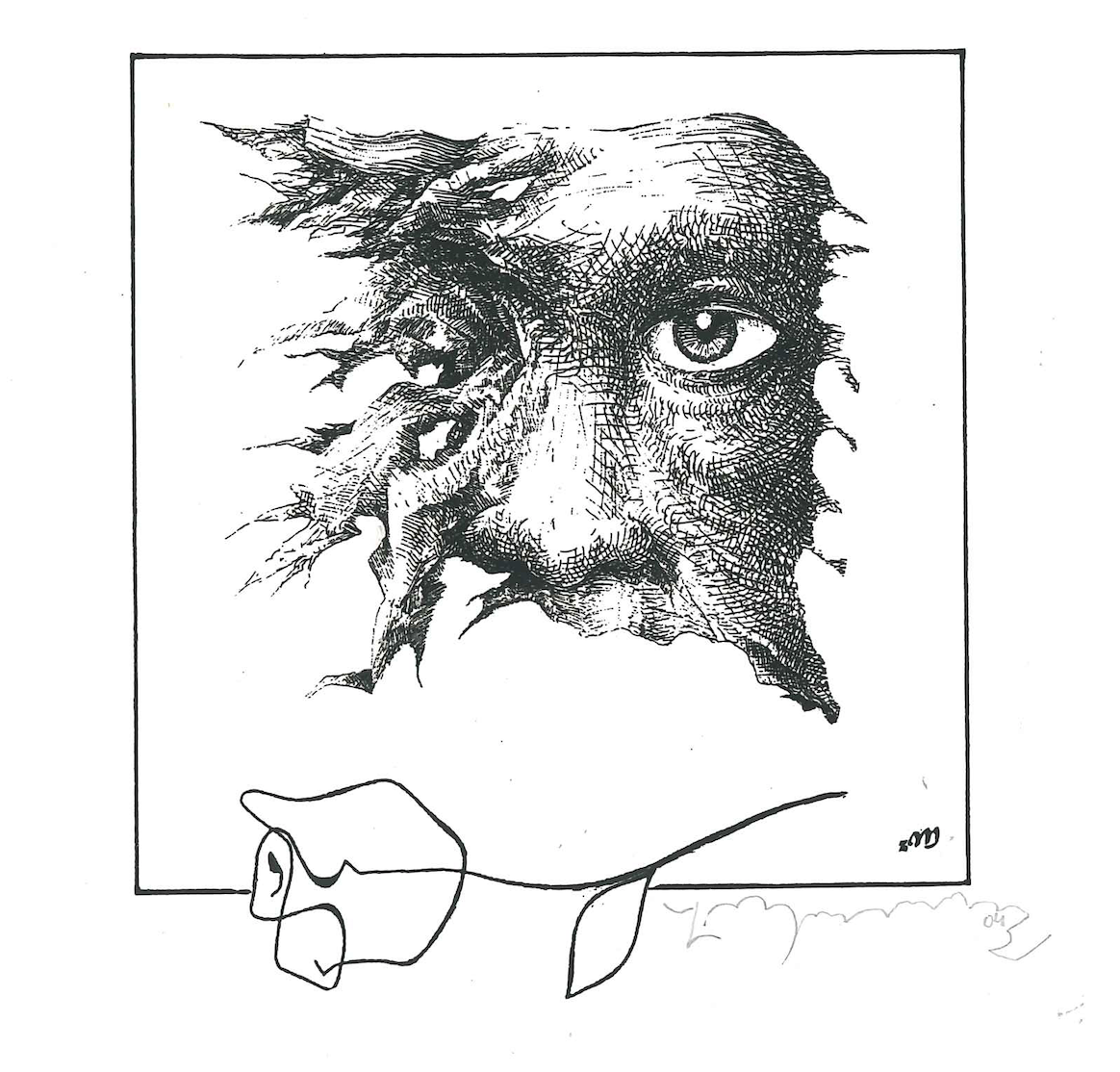
Grafika autorstwa Zbigniewa Markiewicza upamiętniająca zamachy w Madrycie 11 marca 2004 roku

## Twórczość artystyczna
Zbigniew Markiewicz specjalizował się w grafikach (stworzył niemal 200 grafik) malarstwie i rzeźbach w drewnie. Pasjonował się także fotografią i filmem. Wiedzę w obu tych dziedzinach pogłębiał w Chełmskim Domu Kultury. W latach 60. był współautorem filmu pokazującego pierwszą powojenną eksplorację Podziemi Kredowych w Chełmie.
Swoje grafiki często poświęcał ważnym wydarzeniom z historii i współczesności, jak odzyskanie przez Polskę niepodległości, zamachy w USA z 11 września 2001 i zamachy w Madrycie z 11 marca 2004. Swoimi umiejętnościami wspierał także lokalne instytucje w Chełmie.
Największą jego pasją było projektowanie i tworzenie ekslibrisów, których wykonał około 300. Początkowo większość ekslibrisów wykonywał w
technice linorytu, choć swoje prace tworzył także wykorzystując technikę drzeworytu i gipsorytu. Od połowy lat 90. zaczął tworzyć w technice typografii komputerowej, a także w technikach mieszanych.
W swoim dorobku posiada ekslibrisy m.in.
- Czesława Miłosza
- Anny Szałapak
- Roberta Korzeniowskiego
- Biblioteki Opactwa Benedyktynów w Tyńcu
- Muzeum Historycznego Miasta Krakowa
- Muzeum w Biskupinie
- Teatru Ludowego w Krakowie
- Ks. Jerzego Popiełuszki (in memoriam)
- Federacji Rodzin Katyńskich

Prace Zbigniewa Markiewicza znajdują się w kolekcjach: Muzeum Miasta Chełma, Muzeum Historycznego Miasta Krakowa, Galerii Ex-librisu w Krakowie oraz prywatnych osób w Polsce, Szwecji, na Litwie i w Stanach Zjednoczonych.
Równocześnie artysta brał udział w wielu wystawach zbiorowych, w tym m.in. IX Biennale Współczesnego Ekslibrisu w Lublinie (1998), Panorama Polskiego Ekslibrisu (1999), Cracoviana V (1999) i indywidualnych w Lesznie (1997), Olsztynie (1999) i Chełmie (2002), Sala Municipal d’Art, Wingfield

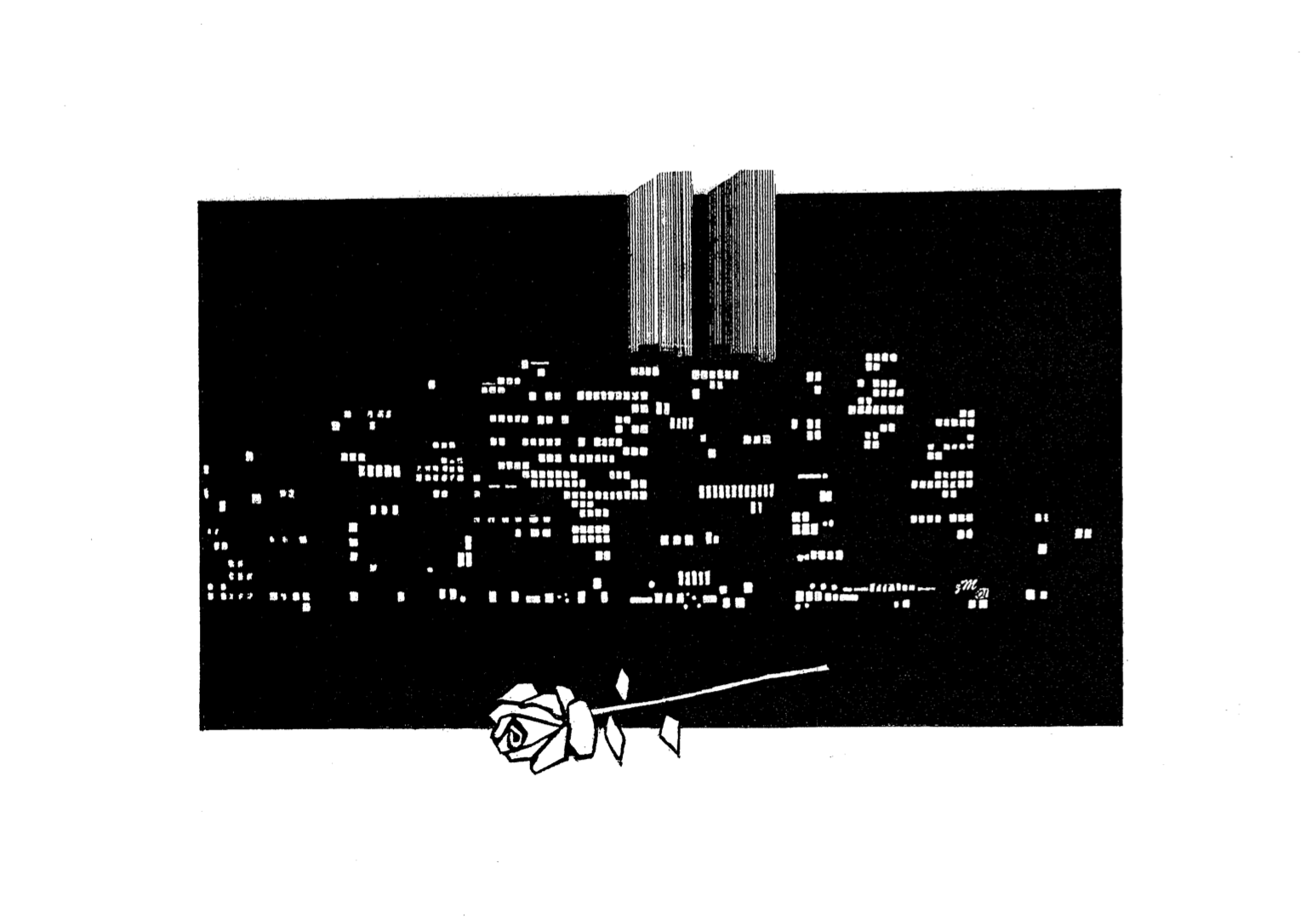
Grafika autorstwa Zbigniewa Markiewicza upamiętniająca zamachy z 11 września 2001 roku

Arts & Music Festival, FISAE – Boston (2000), L'Etang d’art – Bages (2002).
Zbigniew Markiewicz, był również twórcą Chełmskiej Mini Galerii Ekslibrisu i Grafiki TAWA, w której lokalni artyści mogli wystawiać swoje prace. Za jego wkład w życie artystyczne Chełma, artysta i twórca ekslibrisów Jerzy Grossman podarował mu wykonany przez siebie ekslibris dedykowany właśnie Markiewiczowi.

## Odznaczenia[9]
- Krzyż Kawalerski Orderu Odrodzenia Polski
- Srebrny Krzyż Zasługi
- Brązowy Medal "Za zasługi dla obronności kraju"
- Odznaka "Za zasługi dla woj. chełmskiego"
- Odznaka "Za zasługi dla miasta Chełma"
- Odznaka "Za zasługi dla Lubelszczyzny"